# Wolfgang Frank
Wolfgang Frank (Reichenbach an der Fils, 21 februari 1951 – Mainz, 7 september 2013) was een Duits voetballer en de latere hoofdtrainer van AS Eupen. Frank heeft in totaal 215 wedstrijden gespeeld in de Bundesliga, waarbij hij 89 doelpunten maakte. Hij speelde ook 6 wedstrijden voor het Duitse B-elftal en scoorde daarbij 3 keer. In het seizoen 1973/1974 speelde hij 28 duels voor AZ'67 en scoorde hij zes keer in de competitie.
Als trainer was Frank actief bij zestien verschillende clubs. Zijn beste resultaat is het behalen van de Duitse bekerfinale met Rot-Weiss Essen in 1994, die hij met 3-1 verloor tegen SV Werder Bremen in het Olympisch Stadion van Berlijn.